# Order Gwiazdy Brabancji
Order Gwiazdy Brabancji (niem. Orden „Stern von Brabant”) – Odznaczenie Wielkiego Księstwa Hesji, ustanowione 14 czerwca 1914 roku przez Ernesta Ludwika, który był Wielkim Mistrzem Orderu, na pamiątkę Henryka I, założyciela dynastii heskiej. Nadawany za zasługi cywilne, w dwóch odmianach: dla mężczyzn oraz dla kobiet. Przestał istnieć w 1919 roku, po likwidacji wielkiego księstwa i proklamowaniu republiki w Niemczech.

## Klasy
Dla mężczyzn:
- Krzyż Wielki
- Wielki Komandor z Turkusami
- Wielki Komandor I i II kl.
- Komandor I i II kl.
- Krzyż Honorowy (oficerski) I i II kl.
- Krzyż Kawalerski I i II kl.
- Krzyż Srebrny I i II kl.
- Srebrny Medal

Dla kobiet:
- Dama Krzyża Honorowego
- Dama I i II kl.
- Dama Krzyża Srebrnego
- Srebrny Medal

Klasy od Komandora I kl. w dół mogły być nadane z koroną lub bez.

## Insygnia
Oznakę orderu stanowił Krzyż Ruperta, pokryty w wyższych klasach ciemnoszarą emalią. Na ramiona była nałożona złota ośmiopromienna gwiazda o wąskich pojedynczych promieniach. Pośrodku rewersu umieszczony był monogram H (Heinrich), zwieńczony koroną hełmową.
Analogiczny monogram znajdował się na awersie medalu, nałożony na ośmiopromienną gwiazdę. Na jego rewersie widniała dewiza: 1244 FÜRST VOLK NÄCHSTENLIEBE WOHLFART 1914.
Order i medal były noszone na wstążce w barwach Brabancji – czarnej z podwójnymi żółtymi paskami po bokach.